# Враца
Враца е град в България, административен и стопански център на едноименните община Враца и област Враца. С население около 55 451 души (15 март 2024) той е най-големият град в Северозападна България.
Намира се на около 112 km северно от София, 125 km югоизточно от Видин и 40 km югоизточно от Монтана. Разположен в подножието на Врачанския Балкан, градът е отправна точка към множество пещери, водопади и интересни скални образувания. Най-известни сред тях са пещерата Леденика, водопадът Скакля и проходът Вратцата.
Във Враца се съхранява Рогозенското съкровище, което е най-голямото тракийско съкровище.
Ежегодно в града се провеждат Ботевите дни, чиято кулминация са митингът заря на 1 юни, провеждан на площад „Христо Ботев“, както и всенародното поклонение на 2 юни на връх Околчица.
Девизът на Враца е „Град като Балкана – древен и млад“.

## География

### Местоположение
Град Враца е разположен в полите на Врачанската планина. Враца е отправна точка към ждрелото Вратцата и пещерата Леденика. Градът се намира на 370 m над морското равнище. Най-северните жилищни и промишлени квартали на града са на 340 m н.в., докато най-южните, по течението на Лева, са на 400 m н.в.
Враца има красива околност. От юг са сиво-виолетовите скали на Врачанската планина, на север, над невисокото каменно плоскогорие с меки и заоблени земеповърхни форми, се издига Милин камък, а на изток се редуват невисоките върхове на бърдото Веслец.
Градът се намира на 154 km от столицата София (през Ботевград), на 246 km от Пловдив, на 403 km от Варна и на 478 km от Бургас.

### Климат
Климатът на Враца е умерено континентален, формиран главно под влияние на океански въздушни маси от умерените географски ширини, които нахлуват предимно от запад и северозапад. Стръмните склонове на Стара планина отслабват влиянието на средиземноморските циклони и понякога създават условия за умерени и силни фьонови ветрове (топли ветрове, спускащи се от северните планински склонове). Заедно с възвишенията на Веслец и Милин камък се създават предпоставки за температурни инверсии, чести мъгли и преобладаващи северозападни ветрове. Зимата в града е студена, а лятото горещо. С най-висока средномесечна температура се характеризира месец юли (22,2 °C), а с най-ниска – януари (-1,9 °C). Добре изразен е май/юнският максимум и февруарският минимум на валежите и влиянието на Стара планина. Броят на дните със снежна покривка е 55. Във Врачанската планина този брой е значително по-голям и снежната покривка обикновено достига 80 – 100 cm.
- Изглед към Враца
- Враца – нощна панорама

| Климатични данни за град Враца     | Климатични данни за град Враца | Климатични данни за град Враца | Климатични данни за град Враца | Климатични данни за град Враца | Климатични данни за град Враца | Климатични данни за град Враца | Климатични данни за град Враца | Климатични данни за град Враца | Климатични данни за град Враца | Климатични данни за град Враца | Климатични данни за град Враца | Климатични данни за град Враца | Климатични данни за град Враца |
| Месеци                             | яну.                           | фев.                           | март                           | апр.                           | май                            | юни                            | юли                            | авг.                           | сеп.                           | окт.                           | ное.                           | дек.                           | Годишно                        |
| Средни максимални температури (°C) | 1,9                            | 4,8                            | 9,6                            | 16,8                           | 21,6                           | 25,4                           | 28,1                           | 28,4                           | 24,2                           | 17,3                           | 10,1                           | 4,5                            | 16,1                           |
| Средни температури (°C)            | −1,9                           | 0,6                            | 5                              | 11,6                           | 16,4                           | 19,8                           | 22,2                           | 22                             | 17,8                           | 12                             | 6,2                            | 1                              | 11,1                           |
| Средни минимални температури (°C)  | −5,3                           | −3,1                           | 0,9                            | 7                              | 11,5                           | 14,8                           | 16,7                           | 16,4                           | 12,8                           | 7,9                            | 3,1                            | −1,8                           | 6,7                            |
| Средни месечни валежи (mm)         | 48                             | 41                             | 52                             | 71                             | 112                            | 106                            | 78                             | 61                             | 59                             | 65                             | 62                             | 54                             | 809                            |
| ---------------------------------- | ------------------------------ | ------------------------------ | ------------------------------ | ------------------------------ | ------------------------------ | ------------------------------ | ------------------------------ | ------------------------------ | ------------------------------ | ------------------------------ | ------------------------------ | ------------------------------ | ------------------------------ |
| Източник: Stringmeteo.com          |                                |                                |                                |                                |                                |                                |                                |                                |                                |                                |                                |                                |                                |

### Административно-териториално деление
Град Враца е разделен на следните квартали:
| - Дъбника - Сениче - Младост - Медковец - Река Лева - Металург - Околчица - Кемера - Вежен - Подбалканска | - Химик - Бистрец - Кулата - 72 - Студентски град - Промишлена зона 1 - Промишлена зона 2 - Ведомствен район - 103 |

## История

### Древност
Археолозите откриват присъствие на хора по тези места още през второто хилядолетие преди новата ера. Намерените медни и бронзови оръдия на труда, оръжия и накити говорят, че още от далечни времена местните рудари и леяри са превръщали в сечива подземните богатства на мина „Плакалница“. С тези сечива тракийското племе трибали е търсило плодородието на равнината и богатството на планината. С оръжията, изковани тук, трибалите се защитавали успешно от нашествията на илирийски и скитски племена. Може да се предполага, че в тракийските гробници, разкрити край Враца, са били погребани загиналите вождове на трибалите в защита на своите земи от нападенията на Филип II или на неговия син Александър Велики. Богатото съкровище в гробницата говори, че тук е цъфтяло голямо тракийско селище. Дори нещо повече – предполага се, че именно Враца е била столицата на трибалите.
Когато тук дошли римляните, те първо отправили поглед нагоре към планината – към медните мини. И свързали съдбата си с това богатство и с отвесните скали на пролома при река Лева, където изникнало римско рударско селище с монетарница за бронзови монети. За да защитят този богат край от нашественици, римляните вдигнали яка крепост при Вратцата над река Лева. Навярно посочената от Прокопий Кесарийски крепост „Валве“ (Βαλβαί), което на латински означава „двукрила врата“, е същата крепост при Вратцата.

### Античност
Още около 6000 г. пр.н.е. е имало живот по врачанските земи. Местните жители са се занимавали основно със земеделие и скотовъдство. През по-късен период започват да се занимават и с грънчарство. В село Градешница е открита керамика със специфични надписи, които се смятат за едни от най-старите в Европа Успоредно с това започва и развитието на медния рудодобив.
В периода около VI-VII век пр.н.е. на територията на днешна Враца започват да се заселват трибалите. Предполага се, че именно тук е била и тяхната столица. Трибалите били особено и войнствено племе. През 425 г. пр. Хр. разбили одрисите, а след това дори армията на Филип II. През 335 г. пр. Хр. воюват и срещу Александър Македонски и впоследствие стават негови съюзници.
Предполага се, че от този период датира и едно от най-големите съкровища, изобщо откривани по българските земи, и най-голямото тракийско съкровище, а именно – Рогозенското съкровище. То е открито през 1985 г. Може да се предполага, че колекцията от 165 сребърни съда е била притежание на местен тракийски владетел от племето трибали. По някои от съдовете са гравирани различни дарствени надписи, от които се научават имената на различни тракийски владетели и на майсторите златари, които са изработили съдовете. Фиалите имат най-голям дял – общо 108 на брой. Това е два пъти повече, отколкото са всички фиали в музеите в Европа.
През VI—IV век пр. Хр. в околностите на Враца е съществувало голямото културно, икономическо и политическо средище Салдоцела, но през III век пр. Хр. нещата тук се променят съществено. Трибалите претърпели сериозни поражения от келтите, а по-късно през 179 и 168 г. пр. Хр. са разорени от германското племе бастарни. През 29 г. пр. Хр. някои от местните тракийски владетели стават съюзници на римляните, за да укрепят личната си власт, но това като цяло отслабва съпротивителните сили на трибалите и съседните им мизи срещу римските нашественици. Не след дълго Марк Лициний Крас успява да ги победи, но настъпилата зима го кара да се върне в базата си в провинция Македония, като по пътя сердите му нанасят значителни загуби.
Началото на римската експанзия по тези земи започва през 28 г. пр. Хр. За период от близо 400 г. Враца е част от Римската империя.

### Средновековие
През периода на Средновековието градът носи името Вратица. То е раннославянска форма на умалителното врата, вратичка, вратица, вратца. Това име е израз на самата местност, представляваща тесен планински проход, подобен на врата. Селището има важно значение през Втората българска държава. Разширява територията си и се превръща в занаятчийски център, с развити стоково-парични отношения.
Според легендите, при османското нашествие, използвайки естествените възможности на района и здравите стени на крепостта, дълго време успешно се е отбранявал Радан войвода. В годините на турското владичество Враца е гарнизонно и попътно селище, нееднократно опустошавано и възстановявано. Най-напред е пострадало при влашкия владетел Михай Витяз през 1596 г., а по-късно (в началото на XIX век), по времето на Осман Пазвантоглу, градът става арена на сражение между видинския феодал и султанските войски.
В османски данъчен регистър от 1553 г., съхраняван в Ориенталския отдел на Национална библиотека „Св. Кирил и Методий“ – София, градът се споменава под името Увраджа.

### Възраждане
Към края на XVIII и особено през XIX век, Враца се превръща в голям занаятчийски, търговски и административен център. Продукцията му (абаджийство, кожарство и златарство) достига до Лион, Виена, Букурещ и Цариград. Към средата на XIX столетие градът наброявал вече 2500 къщи.
Всичко това се отразява и на духовния живот на града. Строят се храмове, училища, красиви къщи. Тук е работил Софроний Врачански. Известно събитие е опитът да бъде премахнат гръцкият духовник Методи, направен от разярена тълпа през 1824 г. – един от опитите за създаване на новобългарска църква през възраждането.
Враца е и център на Трети революционен окръг по време на Априлското въстание, с главен апостол Стоян Заимов. Въстание в този окръг обаче не избухва, поради големия брой османски войски, съсредоточени в региона в очакване на война със Сърбия и малодушието на местните комитетски дейци.
Градът е освободен от турска власт на 9 ноември 1877 г. Враца е първият свободен град в Северозападна България.

### След Освобождението
След освобождението на българските земи от османско владичество през 1878 г. град Враца влиза в рамките на новосъздаденото Княжество България. Той се налага като значим производителен център, в който традиционното занаятчийство прераства в модерна за времето си индустрия. С указ № 317 от 26.VI.1880 г. градът получава статут на околийски център.
През 1890 г. във Враца е открит първият паметник на Христо Ботев, и първият скулптурно-архитектурен паметник в Княжество България, въобще. Паметникът е дело на известния скулптур Густав Еберлайн. Скулптурната фигура на Хр. Ботев е поставена върху висок постамент. Войводата е изваян в естествен ръст, облечен в четническа униформа. В дясната си ръка държи сабя, вдигната нагоре, а в лявата свитък хартия. Върху постамента на паметника са били изписани 190 имена на четници и поборници, както и барелефите на неговите близки съратници - революционерите Давид Тодоров, Мито Цветков и поп Коста Буюклийски. Официалното откриване на паметника е на 27.05.1890 г. Пристига княз Фердинанд I. и министър-председателят Стефан Стамболов. Присъстват майката на Хр. Ботев, неговата съпруга - Венета и дъщеря му Иванка. Паметникът е демонтиран през 1955 година след като подразнил окото на възпитаника на Специална наказателна група към ЦК на БКП (т.с.) Вълко Червенков.
През 1896 г. е открита в града опитна станция по бубарство – най-старото научноизследователско учреждение в България в областта на селското стопанство. Скоро тя е реорганизирана и прераства в Държавна образцова бубарница. Качеството на произвежданата във Враца коприна намира международно признание. През 1903 г. към Демонстративната бубарница е създадено първото в България училище по копринарство и тъкачница за копринени платове.
Врачанинът Мито Орозов на базата на традиционното за града коларо-железарство създава през 1883 г. предприятие за производство на превозни средства – двуколки, кабриолети, файтони, коли за търговски цели и шейни. Той получава на първото българско изложение в Пловдив през 1892 г. златен медал за своята дейност. Скоро продукцията на Мито Орозов намира широко разпространение не само в България, но и на Балканския полуостров. От моделите на самоукия майстор се заинтересувал и Хенри Форд, който го определя като „личност с европейски мащаб, ум и знания“.

Град Враца и околността още през Българското възраждане се славят като винопроизводителен център. След създаването на Княжество България в района са налице условия за интензивно развитие на лозарството. Врачанските вина получават признание и в чужбина. На международния конкурс за вина и ликьори през 1896 г. в Брюксел врачанинът Стефан Кръскьов получава специалната награда и диплома.
В първите години на XX век градът е известен с трайната си подкрепа за Прогресивнолибералната партия.
На 30 септември 1923 година, по време на Септемврийското въстание след пожар във военен склад, засегнал и укрити от Съглашението боеприпаси, изгаря голяма част от града. Три дни бушува пожара, изгаря повече от 500 къщи, разрушена е голяма част от чаршията, загиват около 100 човека, сред тях Мито Орозов. Три хиляди остават без покрив над главата. Една от версиите за причинител на пожара стига до комунистическата партия, организатор на въстанието. На 1 октомври 1923 година е обявен едномесечен траур.
Враца пострадва от бомбардировките по време на Втората световна война.
- Разрушения във Враца от бомбардировките по време на Втората световна война
- Източник: Държавна агенция „Архиви“
- Източник: Държавна агенция „Архиви“
- Източник: Държавна агенция „Архиви“

### След 1944 година
По време на комунистическият режим, Враца се превръща в крупен индустриален център с построяването на заводи от множество отрасли, залагайки сериозно за текстилна преработка, винарство, циментов завод и най-вече гигансткият химичен завод за азотен тор "Химко", който е основен източник на приходи за общината. Заедно с това, политиката е създаване на местни кадри, чрез създаването на специализирани училища и филиали на университети, които да подговят кадри за работа в новопостроените заводи. Това от своя страна води до бум на населението и стандарта на живот, който стига своя пик през 1989,[източник? (Поискан днес)] когато Враца се доближава до 80 000 население. По това време във Враца се изгражда първата в България пешеходна зона наречена колоквиално "Пробивът", поради мащабите на проекта, който в най-общи линии представлява превръщането на цетрална улица в градът в пешеходна зона, заедно с построяването на околна инфраструктура, озеленяване и облагородяване. Други придобивки за градът са кина, ресторанти, театри, читалища, лятно кино, голям спортен комплекс с футболен стадион, картинг писта, плувен комплекс и тенис кортове. В периода от 1944 до 1989 Враца изпитва най-големият си икономически и културен растеж.
През 1966 година Враца е засегната от наводнение. По време на първомайския празник на труда се къса дигата на хвостохранилище „Мир“ (край южния край на с. Згориград) на оловно-цинковите мини „Плакалница“ във Врачанския балкан, вследствие на което Згориград и крайните югозападни квартали с центъра на Враца са залети от 450 000 м³ маса от вода, кал, камъни, дървета с отровни утайки от тежки метали и цианиди. Официално тогава се съобщава за 107 загинали, според по-късни оценки жертвите на наводнението са над 500, ранени са 2000 души, разрушени са над 150 къщи.

### Враца след 1990 година
През 2003 г. торовият завод „Химко“ окончателно спира дейността си, както и голяма част от по-големите замърсители, с което рязко се подобрява екологичната обстановка в града. В тази нова среда, развитието на Враца като туристическа дестинация се превръща в един от основните приоритети на община Враца, но междувременно качеството и стандарта на живот рязко спадат, вследствие на високата безработица и ниското заплащане. Градът след 1990та година е в постояннен отрицателен прираст на населението, поради висока смъртност и емиграция в търсене на по-добри икономически възможности. Младежта до голяма степен емигрира в големи градове като София или Пловдив, а някои търсят нови възможности и в чужбина. Това, заедно с ограничените възможности за намиране на работа на високоплатени позиции, водят до отлив на компетентни кадри и цялостно лошо отражение на работния климати. Сериозни инвестиции липсват и това води до икономически упадък в градът. След окончателното спиране на "Химко" инженерният и административен състав до голяма степен напуска градът, а нови квалифицирани кадри не се произвеждат. Това води до затваряне на специализирани образувателни заведения и до намаляване на качеството на работната ръка. Туризмът до голяма степен не е достатъчен източник на приходи за общината, но въпреки това Враца се превръща в туристическа дестинация, благодарение на близостта си до София и главно благодарение на социални мрежи, които популяризират местните забележителности като Кобилини Стени, пещерата Леденика, Божите Мостове до село Лиляче, връх Пършевица и други. Трендовете обаче показват, че градът ще продължава да се свива демографски и липсата на сериозни инвестиции в индустрия, туризъм и земедение ще окажат сериозно влияние в идните десетилетия. По отношение на престъпност, градът отбелязва сериозно подобрение от 90те години на 20ти век, като след 2020та година се води един от най-безопасните градове в България, благодарение на решителни действия от местната администрация, за справяне с битова и дребна организирана престъпност.  

## Население
Численост на населението според преброяванията през годините:
| \| Година на преброяване \| Численост \| \| --------------------- \| --------- \| \| 1934 \| 18 257 \| \| 1946 \| 21 366 \| \| 1956 \| 28 316 \| \| 1965 \| 41 022 \| \| 1975 \| 61 134 \| \| 1985 \| 74 712 \| \| 1992 \| 75 518 \| \| 2001 \| 68 975 \| \| 2011 \| 60 692 \| \| 2021 \| 50 666 \| |           |
| Година на преброяване | Численост |
| 1934 | 18 257    |
| 1946 | 21 366    |
| 1956 | 28 316    |
| 1965 | 41 022    |
| 1975 | 61 134    |
| 1985 | 74 712    |
| 1992 | 75 518    |
| 2001 | 68 975    |
| 2011 | 60 692    |
| 2021 | 50 666    |

Враца е на първо място по брой жители в Северозападна (50 666 души по данни от преброяването през 2021 г.) и на 17-о в България.
Община Враца се намира в Северозападна България и е една от съставните общини на област Враца. Общината има 23 населени места с общо население към 2021 г. от 61 742 жители.
Област Враца граничи на север с река Дунав, на запад – с област Монтана, на юг – със Софийска област, на изток – с област Ловеч и област Плевен. Има територия от 3600 km², (1/26 от територията на страната), от тях: земеделски земи 302 000 ha, горски площи 575 km², водни площи 67 km². Населението на областта е 152 813 души.
Долната таблица показва изменението на населението на града в периода от 1887 година до 2021 година:
| Враца | Враца  | Враца  | Враца  | Враца  | Враца  | Враца  | Враца  | Враца  | Враца  | Враца  | Враца  | Враца  | Враца  | Враца  | Враца  | Враца  | Враца  |
| --- | ------ | ------ | ------ | ------ | ------ | ------ | ------ | ------ | ------ | ------ | ------ | ------ | ------ | ------ | ------ | ------ | ------ |
| година | 1887   | 1910   | 1934   | 1946   | 1956   | 1965   | 1975   | 1985   | 1992   | 2001   | 2005   | 2007   | 2009   | 2011   | 2013   | 2016   | 2021   |
| население | 11 323 | 15 250 | 16 177 | 19 620 | 26 582 | 39 091 | 61 134 | 75 451 | 75 518 | 69 423 | 63 260 | 61 562 | 61 011 | 60 692 | 57 771 | 53 570 | 50 666 |
| Източници: Национален статистически институт, Citypopulation.de, Pop-stat.mashke.org и Географски институт при БАН |        |        |        |        |        |        |        |        |        |        |        |        |        |        |        |        |        |

Преброяване на населението през 2011 г.
Численост и дял на етническите групи според преброяването на населението през 2011 г.:
|                     | Численост | Дял (в %) |
| Общо                | 60692     | 100,00    |
| Българи             | 53275     | 87,77     |
| Турци               | 54        | 0,08      |
| Цигани              | 1045      | 1,72      |
| Други               | 185       | 0,30      |
| Не се самоопределят | 216       | 0,35      |
| Неотговорили        | 5917      | 9,74      |

## Политика

### Кмет
От демократичните промени през 1990 г. до днес (2012) град Враца е имал осем кметове. Първият от тях, Войслав Бубев, е временно назначен през 1990 г. и управлява града до свикването на първите демократични избори през 1991 след падането на комунизма. На тези избори за кмет на Враца е избран Чавдар Савов, който управлява града до 1995 г. Местните избори през 1995 г. са спечелени от Румен Стоманярски (Предизборна коалиция БСП, БЗНС Александър Стамболийски, ПК Екогласност) на първи тур с 57% срещу Христо Койчев (СДС). На местните избори през 1999 г. Стоманярски е преизбран и печели на първи тур с 56% от гласовете срещу Милена Найденова (ОДС плюс). През 2003 г. Войслав Бубев (независим) печели изборите за кмет на втори тур с 60% срещу кандидата на БСП Румен Стоманярски. Бубев от своя страна не е преизбран, на следащите избори и през 2007 за кмет на Враца, с 54% от гласовете на втория тур е избран Тотю Младенов (ГЕРБ). След като Младенов е избран за министър на труда и социалната политика в кабинета на Бойко Борисов, на частичните местни избори през 2009 година за кмет на Враца е избран Костадин Шахов (ГЕРБ). Местните избори, проведени през 2011, са спечелени на втория тур с 52,94% от независимия кандидат Николай Иванов, който успява да се наложи пред кандидата на ГЕРБ Петя Аврамова. През 2015 година Калин Каменов (ГЕРБ) печели на балотаж срещу дотогавашния независим градоначалник Николай Иванов с малка разлика в процентите им.

### Общински съвет
Според Закона за местното самоуправление и местната администрация управлението на град Враца е съставено от градоначалник и общински съвет от 37 съветници. На всеки четири години се избира нов общински съвет и кмет, като следващите избори са предвидени през 2023 година. Разпределение на местата в общинския съвет след последните избори от 26 октомври 2019 г.:
| Партия                             | Изборен резултат | Получени гласове | Места |
| ---------------------------------- | ---------------- | ---------------- | ----- |
| ГЕРБ                               |                  |                  | 16    |
| Българска социалистическа партия   |                  |                  | 5     |
| МК „Български демократичен център“ |                  |                  | 4     |
| МК „БАСТА“                         |                  |                  | 3     |
| Демократична България – Обединение |                  |                  | 2     |
| ЗНС                                |                  |                  | 2     |
| ВМРО                               |                  |                  | 2     |
| СДС                                |                  |                  | 2     |
| Независим                          |                  |                  | 1     |
| –                                  | –                | –                | -     |

### Емблема и девиз
Емблемата на Враца е създадена след конкурс през 1967 година от художника Любен Орозов. Тя символизира прохода Вратцата, от който градът носи името си. От двете му страни, чрез два топографски триъгълника, са изобразени двете отвесни скали, между които се вие пътят на прохода. Възходящата и дадена в перспектива линия на пътя символизира подема и развитието на града. Зидовата корона символизира, че градът е бил крепост от най-древни времена. Цялото изображение е върху стилизиран старобългарски щит.
Девизът „Град като Балкана – древен и млад“ отразява славното минало на Враца като стара българска твърдина и новото понастоящем.

### Международно сътрудничество
През 2009 г. Враца подписва спогодба за партньорство с немския град Франкфурт на Одер. Допълнително Враца е побратимен град със следните градове:
| - Суми, Украйна - Вилньов льо Роа, Франция - Кобрин, Беларус - Серпухов, Русия | - Крайова, Румъния - Бор, Сърбия - Кичево, Северна Македония |

## Икономика

### Промишленост
Във Враца са развити много отрасли на промишлеността: текстилна (производство на памучни платове и коприни), шивашка, хранително-вкусова (хлебопроизводство, сладкарство, месопреработка, млекопреработка, производство на безалкохолни напитки и др.), за строителни материали (цимент, клинкер, добив на скалнооблицовъчни материали от врачанското находище – варовик), мебелна, лека, машиностроителна (производство на стругове и фрези), металолеене и металообработка и други.
През 2022 година във Враца е открита производствена база на производителя на каучукови и пластмасови изделия „Теклас – България“.

### Търговия
Във Враца има най-различни по мащаб търговски обекти, вкл. и големи търговски центрове, хипермаркети и шоуруми.
- Големите магазини за хранителни стоки в града са:
  - „Кауфланд“ (ул. „Оборище“ 10)
  - „Билла“ (2 филиала) (ул. „Илия Кръстеняков“ 1 и в кв. „Медковец“ )
  - „Лидл“ (2 филиала) (в ж.к. „Сениче", ул. „Стоян Ц. Даскалов“ 2 и бул. „Васил Кънчов“ между ЖП гарата и Автогара)
  - „Т Маркет“ (в РУМ „Дъбника")
  - Супермаркет „Дъбника"
- магазини за бяла и черна техника:
  - Технополис (на изхода на града в посока Мездра)
  - Техномаркет (на изхода на града в посока Мездра)
  - Зора (в ТЦ „Суми"),
- представители на големи вериги магазини за мебели, строителни, градински и битови пособия:
  - TeMax (бул. „Васил Кънчов“, 3000 Източна промишлена зона)
  - Строймаркет Инекс (бул. „Васил Кънчов“ 122)
  - Практикер (бул. „2-ри юни“, до Технополис)

Местните фирми с по-големи обекти са: магазин „Идея“, верига магазини „Финес“, книжарница „Офис Перфект“, книжарница „Хеликон“ и др.
В края на 2005 г. е открит и най-големият търговски център в града – „Суми“, разполагащ с близо 110 магазина, заведения и офиси.

### Други отрасли
Отрасълът „строителство“ генерира все по-високи приходи. За първите шест месеца на 2007 г. във Враца са издадени 144 разрешения за строеж. Цените на недвижимите имоти са средно-високи.
Във Враца функционират няколко институции в услуга на бизнеса: Търговско-промишлена палата, Евро-инфо-център, Индустриална стопанска камара и др. На територията на общината се намира подземно газохранилище (на около 20 km от гр. Враца).
Северно от Враца се очертава екологично чиста зона, която е предпоставка за производство на качествени хранителни продукти.
Мрежата на централното топлофициране е добре развита, а далекосъобщенията също са в добро състояние. Равнището на безработица в община Враца към месец август 2007 г. е 6,5% (по-ниско от средното за страната).

### Транспорт

#### Автомобилен
Град Враца е пресечна точка на два (коридори 4 и 7) от паневропейските транспортни коридори. Географското ѝ положение придобива още по-голямо значение след като беше изграден Дунав мост 2 при Видин. В тази връзка държавата, посредством различни програми, предприе и планира мащабни инвестиции в шосейната и железопътна инфраструктура на региона. През 2005 г. е открита обновената 8-километрова отсечка от северния околовръстен път на Враца, а през 2013 г. е открита и останалата част от обходния път.
През 2006 г. започна и основна реконструкция на четирилентовия пътен участък от Враца до Мездра. За пътя Враца-Ботевград се предвижда модернизация в четирилентов път с технически параметри на скоростен път. От Враца до Оряхово също има добре изградена пътна инфраструктура.

#### Железопътен
През Враца минава главната 7-а жп линия (София-Видин), която е електрифицирана и удвоена на изток след гара Враца. В града има добре обособени пътническа и товарна гара. Редовните влакови линии включват няколко бързи София-Видин/Лом (като някои пътуват транзитно през Мездра-юг за София) и други пътнически и крайградски пътнически влакове от Берковица/Монтана/Бойчиновци/Видин/Лом за Мездра/София/Червен бряг/Плевен/Горна Оряховица. В железопътната инфраструктура също се предвиждат големи инвестиции. Проектирана е жп магистрала София-Видин с максимални скорости 120/160/200 km/h съответно за товарни /пътнически/ накланящи се влакове.

#### Обществен транспорт
Враца се свързва с останалите населени места в страната посредством автобусен и железопътен транспорт. Има редовни автобусни линии до София, Плевен, Видин, Мездра, Монтана, Оряхово и др. Автогара Враца се намира между сградата на НАП и Централна жп гара Враца.
Враца е осигурен с добре функциониращ градски транспорт, състоящ се от тролейбуси закупени през 2020, автобуси и маршрутни микробуси, като и таксита. Сред най-големите таксиметрови компании са „Корект такси“, „Джет такси“ и „Престиж такси“.
- Тролейбусни линии:
  - Линия № 1: кв. Медковец – Ученически комплекс – закрита
  - Линия № 2: Химко – ЖК „Дъбника“ бл. 26
  - Линия № 4А: кв. Медковец – ЖК „Дъбника“ бл. 26
  - Линия № 2: Химко– ЖК „Дъбника“ бл. 26
  - Линия № 41: кв. Медковец – ЖК „Дъбника“ бл. 26 Ученически комплекс

Типично градски автобусни линии са 5, 2 и 50. Линиите, пътуващи до селата около Враца, също изпълняват функциите на градски транспорт. Това са линии 6 (за селата Паволче и Челопек), 8 (за с. Веслец), 10 (за с. Косталево), 13, 20 (за с. Згориград), 23А (за с. Лиляче), а също и автобусите от и за Мездра.

### Медии
Телевизии
- Телевизия Враца – политематичен канал
- Римекс ТВ – политематичен канал
- Телевизия VTV – политематичен канал
- Северозапад Мюзик – музикален канал

Вестници
- Вестник Конкурент – ежедневник
- Вестник Враца Днес – седмичник

Радиостанции
- Радио Silver 88.9 FM
- Радио Хот ФМ 93.9 FM
- Дарик Радио Враца 107,3 FM

Онлайн медии
- Враца днес – информационна агенция
- Враца On-Line – интернет портал
- Враца Гайд – всички събития във Враца и региона
- BULNEWS – онлайн медия

## Религия

### Храмове и манастири
- Митрополитски храм „Свети Николай“ – построен 1867 г.
- Възнесение Господне и Свети Софроний Врачански – построена 1848 г.
- Църква „Св. св. Константин и Елена“ („Свети Царей“) – построена 1870 г.
- Катедрален храм „Свети Апостоли“ – построен 1898 г.
- Бистрешкият манастир – от края на XVI и началото на XVII век.
- Храм „Свети Мина“ – построен 2013 г.
- Храм „Рождество Богородично“ в квартал Кулата – осветен през 2019 година[45]
- Параклис „Свети Георги Победоносец“ в квартал Бистрец – осветен през 2022 година[46]
- Църква „Света Троица“ – Згориград, Враца
- Мътнишки манастир „Свети Николай“ – основан през XVII век
- Ески джамия – от края на XVIII и началото на XIX век, обявена за архитектурен и художествен паметник в ДВ бр. 94 от 1972 г., преустроена в Природозащитен център Натура през 2008 г. Същият играе ролята и на туристически информационен център.

В близост до Враца се намира действащият и до днес Черепишки манастир „Успение Богородично“. Той е основан по време на Втората българска държава, по време на управлението на цар Иван Шишман (1371 – 1393 г.). Черепишкият манастир е обявен за паметник на културата от национално значение.
Подземена болярска църква „Св. Никола“ от края на XVI век, в която е служил и проповядвал св. Софроний Врачански. Възстановена от врачанския общественик Христо Илиев и преоткрита от Врачанския митрополит Григорий и кмета на Враца Калин Каменов на 27 юли 2017 г. Храмът се намира в двора на църквата „Св. Николай Мирликийски“ зад площад „Христо Ботев“.

## Здравеопазване
Здравеопазването във Враца, като общински и областен център, е добре застъпено от лечебни заведения с различен характер, като МБАЛ „Христо Ботев“, която е най-голямото лечебно заведение в Северозападна България. Тя е открита през 1888 г. в частна къща, разполагаща с 40 легла, разпределени в две отделения – мъжко и женско. По-късно тя е преименува на Първостепенна окръжна болница „Христо Ботев“, Враца с разкрити 900 легла, разпределени по профили. Болницата разполага с 375 легла и 642 души персонал. Към нея функционират 25 отделения.
- Областен диспансер за пневмо-фтизиатрични заболявания със стационар
- Междуобластен диспансер за онкологични заболявания със стационар
- Областен диспансер по кожно-венерически заболявания
- Областен диспансер за психични заболявания
- Специализирана очна болница за активно лечение
- Медицински център за рехабилитация и спортна медицина
- Първа частна специализирана болница за активно лечение по ортопедия и травматология
- Медицински център „Света Ана“
- Медицински център „Санита“
- Диагностично-консултативен център – 1
- Диагностично-консултативен център – 2
- Стоматологичен център

В града функционират над 30 аптеки.

## Образование

### Висши училища
- ВТУ „Св. св. Кирил и Методий“ – филиал Враца
- МУ „Професор д-р Иван Митев“ – филиал Враца

### Училища
- Професионална техническа гимназия „Никола Й. Вапцаров“
- Профилирана природоматематическа гимназия „Акад. Иван Ценов“
- Професионална гимназия по търговия и ресторантьорство
- Профилирана езикова гимназия „Йоан Екзарх“
- СУ „Христо Ботев“ – Враца
- СУ „Козма Тричков“
- СУ „Никола Войводов“
- СУ „Отец Паисий“
- Професионална гимназия „Димитраки Хаджитошев“
- Спортна гимназия „Св. Климент Охридски“
- ОУ „Васил Левски“
- ОУ „Св. св. Кирил и Методий“
- НУ „Св. Софроний Врачански“
- НУ „Иванчо Младенов“
- НУ „Иван Вазов“

### Детски градини
В града функционират 3 ясли и 17 детски градини.

## Културно-исторически забележителности
Във Враца се намират следните забележителности от Стоте национални туристически обекта на Българския туристически съюз: Регионален исторически музей, пещера Леденика и връх Околчица във Врачанска планина.

### Регионален исторически музей
Регионалният исторически музей се намира в южната част на централния площад „Христо Ботев“. Сегашната сграда функционира от 1980 г. Музеят се състои от 9 зали и 3 къта. Една от най-интересните експозиции е на обиколилото почти целия свят Рогозенско съкровище. Това е най-голямото тракийско съкровище, намирано някога.
В музея се съхранява и най-древният човешки скелет, откриван в България. Предполага се, че е на възраст около 8000 години. Интерес за посетителите представляват и глинена плочка и дъна от съдове с пиктограмни знаци, определяни като „най-древната писменост в света“.
Залите в Регионалния исторически музей са обозначени по периоди и се състоят сътветно от:
- зала „Рогозенско съкровище“ – специално обособена зала за съкровището, състоящо се от 165 сребърни съда, украсени чрез позлатяване
- зала „Праистория“ – глинени съдове, битова керамика, оръжие.
- зала „Античност и Средновековие“ – Могиланското съкровище, каменна пластика, медицински инструменти.
- зала „Възраждане и националноосвободителна борба“ – ценни издания на Врачанската литературна школа, икони, старопечатни книги, оръжие, копия на знамето на врачанските патриоти.
- зала, посветена на дейността на Христо Ботев – посетителите се запознават с борбата на най-голямата въстаническа чета против османското владичество.
- експозиция „Работническо движение“ – състояща се от три зали и два къта.
- зала „Съвременно строителство“ – фотоси, документи и материали, свързани с икономическото развитие на Враца от 1952 г. до наши дни.
- зала „Каменна дъга“ – експозиция от близо 1000 минерали, скали и фосили.

Към Историческия музей функционират и два други комплекса – Етнографско-възрожденският комплекс „Софроний Врачански“ и Комплексът, посветен на Никола Войводов.

### Етнографско-възрожденски комплекс „Свети Софроний Врачански“
Етнографско-възрожденски комплекс „Свети Софроний Врачански“ към Регионалния исторически музей – Враца е архитектурно-етнографска музейна експозиция, създадена между 1972 и 1987 година. Включва три възрожденски къщи и училище „Възнесение“, намиращи се в съседство с православния храм-паметник „Свети Софроний епископ Врачански“, и представя традиционния бит, занаятите и културата на населението от Врачански регион от края на XIX до средата на XX век.
Къщата на един от най-заможните за времето си хора в Северозападна България, Димитраки Хаджитошев, съдържа възстановка на интериора на градска къща от средата на XIX век. Експозиция „Светът на детето“ от края на XIX и началото на XX век се помещава в къщата на Григория Найденов. В къщата на Иван Замбин са представени характерните за този край занаяти златарство, лозарство и винарство, бубарство и копринарство. От този период датира и експозицията в своеобразния музей на файтоните. Те са произведени в предприятието на видния врачански индустриалец Мито Орозов.

### Комплекс „Вестителят“
Комплексът се намира в подножието на Врачанската планина. До него се достига посредством стръмни каменни стъпала, както и обиколни алеи, които тръгват буквално от самия център на Враца. Най-интересните обекти в района са Туристическият дом, известен още като Хижата, както и паметникът на Вестителя на свободата.
Туристическия дом (Хижата) е строен през 1926 г. с доброволен труд на врачански туристи. През годините до наши дни той е служил за забавления, провеждане на общи събрания на туристическото дружество, за нощувка на туристи и други развлечения.
През 2005 г. Хижата е почти изпепелена при пожар, възникнал в едно от помещенията, използвано за механа. На 9 ноември 2006 г. (129-годишнината от освобождението на града от османска власт) сградата е открита отново след мащабна реконструкция. За възстановяването ѝ са осигурени средства от общината, както и от дарения на граждани на Враца. На единия от етажите е отворена сладкарница, а на другия е експонирана изложба с фотоси, подредена от БТС и Регионалния исторически музей, разказващи историята на врачанското туристическо движение.
В непосредствена близост до Хижата се намира паметникът на Вестителя на свободата. Всяка неделя оттук се носят звуците на бойна тръба – сигналът на руския войник, казака Петлак, възвестил на 9 ноември 1877 г. Освобождението на града. Паметникът е издигнат през 1967 г., като скулптор е Владимир Цветков, а архитект – Стойко Дончев.
На стотина метра зад паметника се издига висок белокаменен обелиск, на който са изписани имената на опълченците от Врачанско. Комплекс Вестителят е любимо място за разходка както на врачани, така и на всички гости на Враца. Оттам се разкрива чудесна гледка към по-голямата част от града и към красивата и величествена планина.

### Кула на Мешчиите
Кулата на Мешчиите е един от символите на Враца. Тя е по-голямата от двете запазени средновековни кули в центъра на града. Намира се в непосредствена близост до административната сграда на Община Враца.
Смята се, че кулата датира от XVI век. Имала е жилищно-отбранителен характер. Състои се от приземен етаж и три етажа за обитаване. В края на XIX век е била преустроена за часовникова кула. През 1953 година тук е открита първата експозиция на тогавашния Окръжен народен музей. През 2006 година кулата е реконструирана. Поставена е нова входна врата, монтиран е циферблат, както и ново художествено осветление.

### Куртпашова кула
Куртпашовата кула е фортификационно средновековно съоръжение, по подобие на кулите донжон, която се е използвала като укрепено жилище на местен феодал. Тя датира от 17 век. Състои се от подземен, приземен и два допълнителни етажа, които са използвани за живеене. Куртпашовата кула е една от няколко подобни, съществували през турско време във Враца.
В края на 2011 г. стартират дейности по социализиране на кулата. Предвидените инициативи са свързани с обособяване на музеен бутик за продажба на сувенири (копия на музейните експонати) и оборудване на временни експозиционни пространства; музейният бутик ще бъде обособен на първия етаж; на втория етаж от сградата ще се представят временни експозиции; третият етаж ще бъде оборудван така, че даде възможност на посетителите да се снимат с дрехи от различни епохи.

## Природни забележителности

### Проход Вратцата
Проходът Вратцата е рай за алпинисти и туристи. Отвесните скали на Вратцата са най-високите на Балканския полуостров – над 400 m. Дори самата гледка към тях смразява дъха. От най-високата точка на скалите до пътя в неговото подножие денивелацията е близо километър. От тях към р. Лева се спускат стръмни сипеи. През прохода минава асфалтиран шосеен път за пещерата Леденика, ски писта Пършевица и планинското село Згориград. В района е изградено езеро с водни колела. На Вратцата ежегодно се провеждат републикански алпиниади. Няколко пъти Враца е била домакин и на международни състезания. На скалите са прокарани около 70 алпийски маршрута от всички категории на трудност. Скалният масив предлага на алпинистите огромно разнообразие от скални форми – големи надвеси и тавани, отвесни гладки плочи, цепнатини и комини с различни ширини, ръбове и вътрешни ъгли.

### Пещера Леденика
Пещерата Леденика е една от най-посещаваните пещери в България. Отворена е за посещение през цялата година. Намира се на 16 km от Враца. Изграден е асфалтов път, който преминава през прохода Вратцата, криволичи покрай скалите и горските масиви на Врачанската планина и достига до самия вход на пещерата. Леденика се намира на 830 m надморска височина. Тя е дълга 320 m и има 10 зали. Носи името си от първата зала, която зимно време става истински хладилник. Там температурата пада до минус 20 °C и се образува огромна ледена колона. Това е феномен, понеже в самата пещера температурата е постоянна и е около 8 – 16 °C. Влажността на въздуха е 92%. Леденика има едни от най-красивите зали и формирования – „Езерото на желанията“, „Проходът на грешниците“. Тук се намира и най-атрактивната пещерна зала на Балканите – „Концертната зала“. Тя е огромна, красива и с невероятна акустика, което е причина Врачанската филхармония често да изнася в нея симфонични концерти. Оттук по железни мостове се преминава през Малката и Голяма пропаст, през коридора „Завеските“ и се достига до „Бялата зала“. Най-високата точка в Леденика се нарича „Седмото небе“. Пещерата беше преоборудвана през последните години, така че осветлението, мостчетата, стълбите са изключително надеждни. Точно пред пещерата има добре поддържани поляни и места за пикник. Може да се наемат коне и да се направи прекрасна разходка в планината.

### Водопад Скакля
Водопадът Скакля е най-високият непостоянно течащ водопад в България и на Балканите. Водата се спуска от 141 m височина. Водопадът впечатлява със своето величие и красота. Разположен е във Врачанския Балкан, като уникалното е, че гледки към него се разкриват дори от самия център на Враца.

### Водопад Боров камък
Водопадът Боров камък – преди години само най-ентусиазираните врачански туристи посещаваха това красиво кътче на планината. Създаден е туристически маршрут, наречен сполучливо „екологична пътека“. По ирония на съдбата нейното начало започва от мястото на злополучния флотационен утайник, станал причина за гибелта на над 300 врачани през 1966 г. Всеки, който иска да види красивия водопад „Боров камък“, може да използва Згориградската екопътека като най-добре избран маршрутен вариант. Трябва само да излезе от село Згориград и да тръгне по шосето за старата флотационна фабрика, да премине каменния мост, където се сливат двата притока на река Лева и да хване широката пътека вдясно от утайника. След около 15 минути равномерен ход ще стигне до тесен, прясно скован от букови трупи дървен мост. Преминавайки го, щастливият турист вече ще е стъпил на екопътеката, която ще го отведе под самия водопад. Подходящ за екстремно катерене по лед, когато замръзне.

### Пещера Понора
Пещерата Понора е водна пещера, намираща се в близост до с. Чирен, на 15 km от гр. Враца. Една от най-големите водни пещери в България, с големи и просторни водни галерии, наситени с вторични пещерни образувания. Пещерата е дълга 3 km и 497 m и във всички галерии тече река. Главна посока на развитие е запад/северозапад. Пещерата е постоянен понор за водите на река Лиляшка. Накрая завършва с един подводен сифон, който е достъпен само за водолази.

## Култура и забавление

### Драматично-куклен театър – Враца
Драматично-куклен театър Враца е основан на 27 август 1938 г. под името Врачански областен театър. На 9 октомври същата година театърът открива своя първи сезон с постановката „Пристанала“. През 1941 г. театърът се премества под покрива на най-модерната за времето си в Северозападна България читалищна сграда – тази на читалище „Развитие“. През 1948 г. театърът се преименува на Врачански народен театър, а през 1965 г. започва сезона с името Врачански драматичен театър. От юни 1978 г. театърът се пренася в новооткритата сграда Дворец на културата, където се намира. Той разполага с голям салон със 748 места, камерна зала със 100 места, куклена зала с 80 места и балетна зала със 70 места. От 2000 г. Драматичен театър и Държавен куклен театър са обединени в Драматично-куклен театър Враца. Трупата е съставена от 68 души, от които 25 художествено творчески състав и 43 административно-технически.

### Младежки дом – Враца
Младежкият дом в град Враца е първият младежки дом в България. Открит е през есента на 1968 година. През годините Младежкият дом се оформя като младежко пространство, предназначено за развитие и изява на творческите способности на младите хора. Сред проектите му са Международен младежки театрален фестивал „Време“; Регионален младежки фолклорен събор „Пръски от извора“; Национален ежегоден конкурс-рецитал за ботева поезия; Rockalution – брейкденс турнири с международно участие; Национален турнир по спортни танци; Годишни награди за аматьорско изкуство „Опит за летене“; Турнир „Изгряващи звезди“ – за детски танцови двойки по спортни танци и др.

### Библиотеки и читалища
- Регионална библиотека „Христо Ботев“, открита 1954 г.
- Читалище „Развитие“ – Враца е основано през 1869 година и е най-старият културен институт в града. Читалищната библиотека разполага със 126 хил. тома литература. Сега читалището развива сериозна дейност по разпространение на информация както под формата на обучения, семинари, седмични радиопредавания, изяви в местната и национална телевизия, така и пряко сред своите над 2300 читатели.
- Читалище „Пробуда“ 1931

### Филми, снимани във Враца
- Капитанът – 1963 г.
- Един миг свобода – 1970 г.
- Момчето си отива – 1972 г.
- Селянинът с колелото – 1974 г.
- Не си отивай! – 1976 г.
- Царска пиеса – 1982 г.
- Фаворитът 2 – 2006 г.

### Редовни събития
- 1 юни – Празник на Враца – решение на Общински съвет – Враца от 1997 година
- Ботеви дни – провеждат се ежегодно от 24 май до 2 юни и са посветени на Христо Ботев и неговата чета. Дните са съпроводени с богата културна програма – конкурси, рецитали, изложби и концерти. Кулминация на честванията са митингът-заря на 1 юни и всенародното поклонение на 2 юни на връх Околчица;
- Национален фестивал на малките театрални форми – организира се от Министерството на културата, Община Враца и Драматично-куклен театър – Враца. Провежда се всяка година в средата на май.
- Международен младежки театрален фестивал „Време“ – създаден през 1987 година от Театрална група „ТЕМП“ и Младежки дом – Враца;
- Младежки музикален форум и форум на младия слушател – организира се от Община Враца и Врачанската филхармония всяка година през месеците октомври и ноември;
- Врачански есенен панаир – организира се от Община Враца всяка година от 14 до 21 септември;
- Рокерски събор – Враца – провежда се ежегодно, през месец август, в близост до пещерата Леденика във Врачанския Балкан

### Атракции
В източния и западния край на града функционират еко-увеселителни паркове, предлагащи различни атракции сред природата, като яздене на коне, стрелба с лък, пейнтбол и др.
Врачанския Балкан предлага добри възможности за спускане в пещери, походи по многобройните екопътеки, спускане с въже (рапел) по водопад.

## Местни особености

### Врачански говор
Врачанският говор е цветист, с тънки нюанси и богат подтекст. Специфичното му омекотяване (сиренье, беганье, тумбенье, тупанье) го прави приятен, забавен и атрактивен. Характерни са смяната на ударенията, както и пропускането на „х“ навсякъде, където е възможно (ода, убаво, фащам, гледаа, дадоа).
Членната форма за мъжки род единствено число „о“ (гърбо, вместо гърба; врато, вместо врата; мъжо, вместо мъжа).
Актьорът Краси Радков има основна заслуга в популяризирането на специфичния врачански говор. Чрез телевизионния си образ Гацо Бацов, той запознава българската публика с цветистите думи и изрази от Врачанско.

### Местна кухня
От врачанско идват много автентични рецепти, както и много традиционни ястия с общ или недоизяснен произход. В село Згориград (4 km южно от града) се провежда кулинарен събор, където се събират и оценяват многобройни вкусни рецепти.
- Сирене по Врачански[56]
- Кемерка[57]
- Лучник[58]
- Лютика[59]

## Личности
Във Враца са родени и творили голям брой личности, получили национално признание за постиженията си. Най-известните сред тях са:

### Родени във Враца
- Александър Илиев (1879 – 1901), революционер
- Александър Банишки (1913 – 1993), архитект
- Анастас Йованович (1817 – 1899), график и фотограф
- Ангел Ангелов (р. 1955), културолог
- Ангел Георгиев – Ачо (1944 – 2012), актьор
- Ангел Йоцов, революционер и общественик
- Ангел Кунов (1941 - 2023), геолог, професор
- Андрей Николов (1878 – 1959), скулптор
- Биляна Дудова (р. 1997), състезателка по свободна борба
- Борис Йоцов (1894 – 1945), славист и политик
- Борис Солтарийски (р. 1982), певец
- Bая Прокопиева (р. 2009), артист
- Венелин Прокопиев (р. 1981) тенис група „А“
- Васил Кънчов (1862 – 1902), учен и политик
- Георги Матеев (DJ Balthazar) (р. 1977), музикант и диджей
- Георги Тишков (1946 – 2008), скулптор
- Димитраки Хаджитошев (1780 – 1827), възрожденски общественик
- Димитър Аврамов (р. 1943), политик
- Димитър Стамков, български революционер от ВМОРО, четник на Христо Димитров – Кутруля[60]
- Иван Атанасов, офицер
- Иван Марков, революционер от ВМОРО, четник на Петър Георгиев[61]
- Иван Николов, български революционер от ВМОРО, четник на Кръстьо Българията[62]
- Иван Ценов (1883 – 1967), математик
- Илия Беширов (1936 – 2007), скулптор
- Ивайло Младенов (р.1973), лекоатлет
- Йонислав Йотов (р.1991), певец
- Константин Партов (1893 – 1945), юрист и министър на правосъдието (1942 – 1944)
- Константин Стаменов (1925 – 2003), доцент, физик
- Красимир Радков (р. 1971), актьор
- Кръстьо Българията (1874 – 1913), революционер
- Крум Панов (1906 - 1984), художник
- Кръстьо Пишурка (1823 – 1875), възрожденски деец и поет
- Людмил Младенов – Цвекето (1932 – 2008), живописец и поет
- Людмил Кирков (1933 – 1995), режисьор
- Мистер Сенко (1905 – 1987), илюзионист
- Мито Орозов (1859 – 1923), индустриалец
- Мадлен Алгафари (р. 1967), психотерапевт
- Мартин Петров (р. 1979), футболист
- Нарцис Торбов (р. 1963), учен и археолог
- Никола Георгиев Топчията (1878 – ?), български революционер от ВМОРО
- Нина Николина (р. 1975), поп певица
- Панайот Савов (1884 – 1972), индустриалец
- Панайот Танчев (р. 1948), професор, ортопед-травматолог
- Пенчо Георгиев (1900 – 1940), художник
- Радосвета Бояджиева (1923 - 2018), диригент
- Сидония Атанасова (1909 – 1994), художник
- Стоян Танчев (р. 1945), доцент, акушер-гинеколог
- Тодор Рачински (1929 – 1980), учен
- Тодор Харманджиев (1905 – 1993), писател
- Христанчо Матов (1862 – 1928), благодетел
- Христо Илиев Илиев (р. 1982), общественик
- Христо Тодоров, български революционер от ВМОРО, четник на Никола Георгиев Топчията[63]
- Цветан Ангелов (1922 – 1982), детски писател
- Цветан Йончев (р. 1956), футболист
- Цвятко Бобошевски (1884 – 1952), виден държавник
- Чавдар Атанасов (р. 1973), футболист
- Поп Тодор Врачански, български книжовник от XVIII в.
- Поп Йоан, виден български книжовник от XVIII в.

#### Други значими личности, свързани с Враца
- Елисавета Багряна (1893 – 1991), учител в СУ „Христо Ботев“ през 1915 – 1919
- Николай Дойнов, историк, директор на историческия музей във Враца
- Софроний Врачански (1739 – 1813), духовник, живее в града през 1794 – 1797
- Петко Р. Славейков (1827 – 1895), учител в СУ „Христо Ботев“ средата на 19 век
- Поп Теофан, български книжовник, монах от Рилския манастир, работил във Враца
- Валери Божинов, български футболист, играл в Ювентус, Манчестър Сити и Ботев Враца
- Борис Лазаров - художник, работил и творил във Враца през 1931-1936 г.

## Спорт

### Спортни клубове
В град Враца са съсредоточени много спортни дейности с голям брой спортни клубове. Най-популярен от тях е футболния клуб Ботев. Въпреки че футболът е най-популярният спорт, водната топка, борбата, спортната стрелба и леката атлетика също имат дългогодишни традиции. В последните години добри постижения имат и врачанските клубове по автомоделизъм, кик бокс и таекуон-до

### Спортни съоръжения
- Стадион „Христо Ботев“ – построен е през 1948 г. Намира се в източната част на Враца и е част от Спортен комплекс „Христо Ботев“. Капацитетът на стадиона е 32 000 зрители (25 000 седящи). В близост до стадиона функционират 3 тренировъчни игрища. Стадионът е постоянен дом на ФК Ботев (Враца)
- Закрит плувен басейн – 25-метров закрит плувен басейн с пет коридора. През летните месеци е в профилактика и не работи. Намира се в близост до стадион „Христо Ботев“.
- Открит плувен басейн – 50-метров открит плувен басейн с осем коридора, както и отделна водна пързалка и малък плитък басейн за деца. Работи през летните месеци. Намира се в близост до стадион „Христо Ботев“.
- Картинг писта – пистата във Враца е една от най-дългите писти в България. Общата дължина на трасето е над 1000 m. Пистата разполага с трибуни за около 1500 зрители.
- Покрита лекоатлетическа писта (намира се до стадион „Христо Ботев“)
- Зала за волейбол (до лекоатлетическата писта)
- Писта за автомоделизъм – пистата за автомоделизъм е една от най-новите и модерни писти. Намира се в близост до ЕГ „Йоан Екзарх“
- Спортна зала „Вестител“
- Спортна зала ППМГ
- Стрелбище ПО